# Katharina Szelinski-Singer

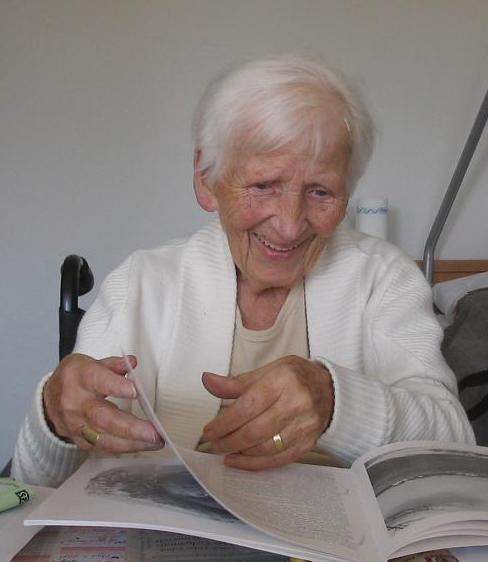
Portret, september 2007

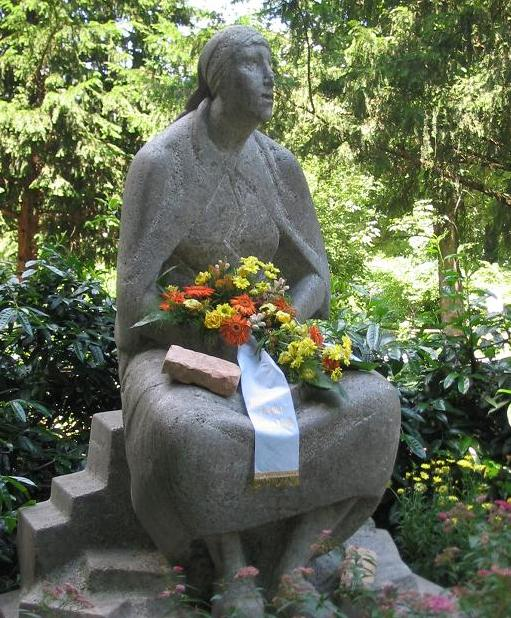
Monument Trümmerfrau, 1955

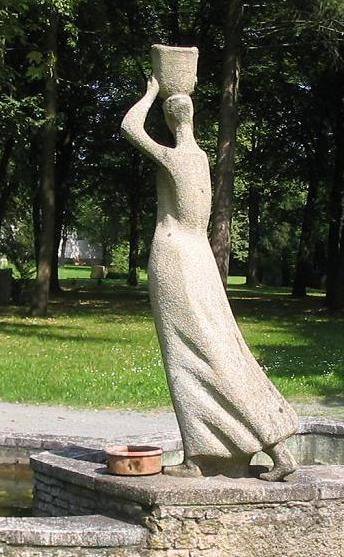
Wasserträgerin, 1956/57

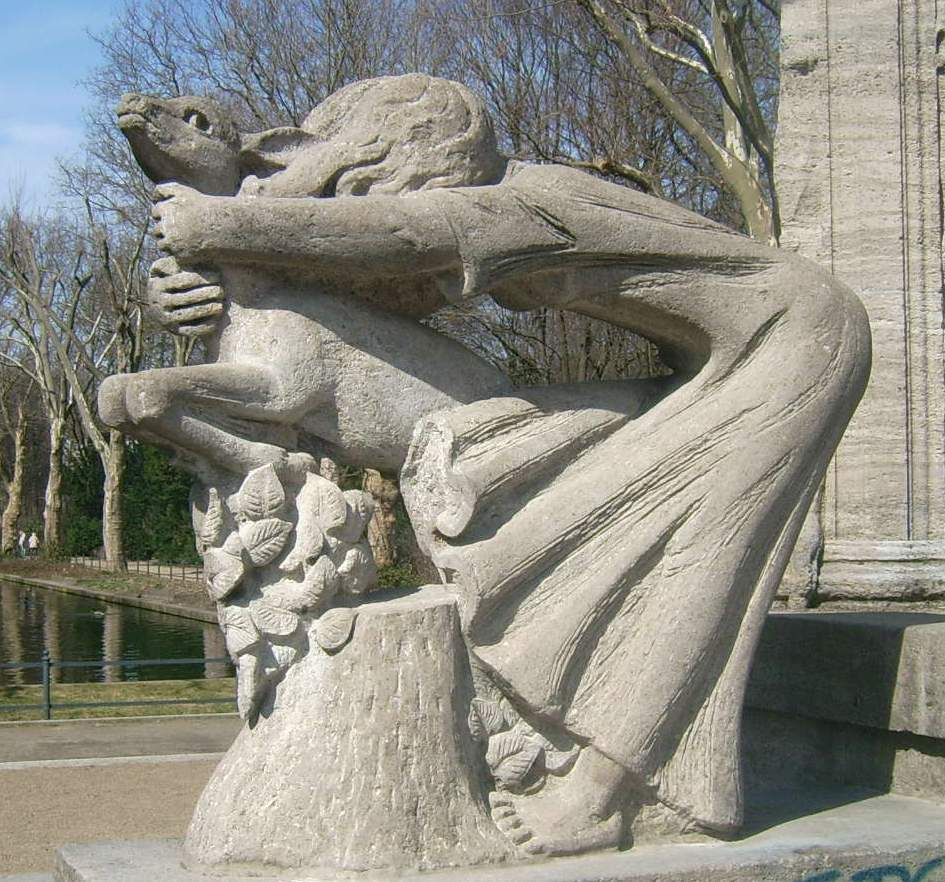
Broertje en zusje, 1970

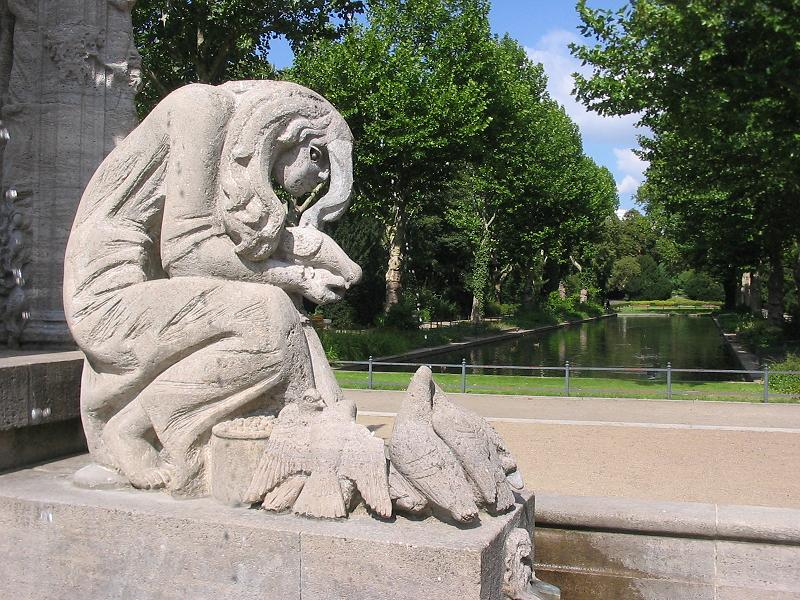
Assepoester, 1970

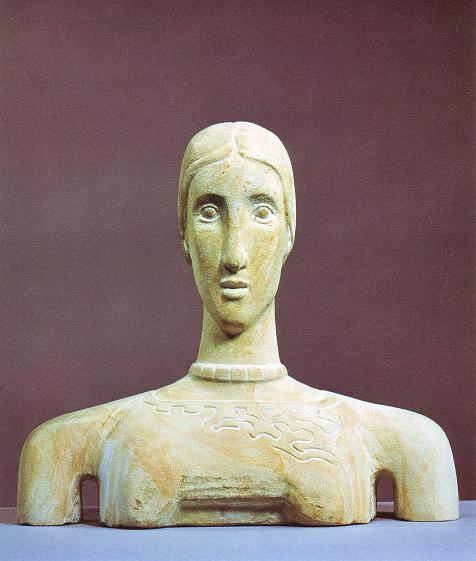
Phönizierin, 1990

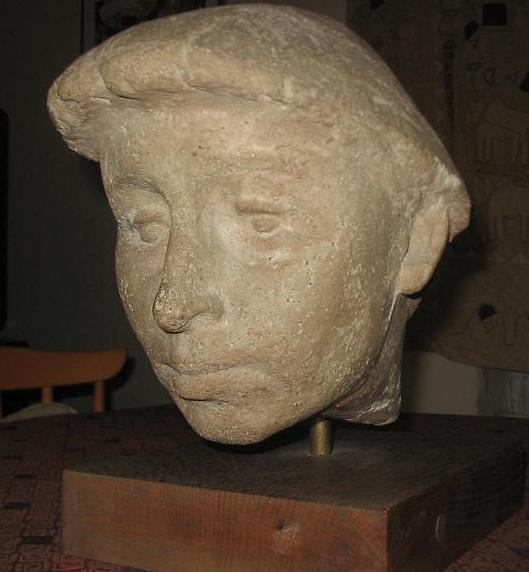
Zelfportret, 1960 (Beeldhouwprijs van de Großen Berliner Kunstausstellung)

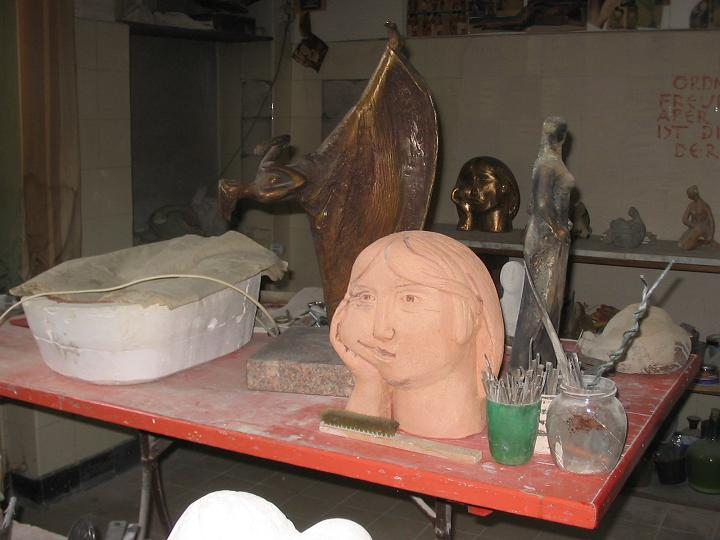
Atelier in Berlijn-Lankwitz

Katharina Szelinski-Singer (Neusassen in Memelland (Oost-Pruisen), 24 mei 1918 – Berlijn, 20 december 2010) was een Duitse beeldhouwster. Zij leefde sinds 1945 in Berlijn.

## Biografie

### 1918–1945
Katharina Singer werd in 1918, in het laatste jaar van de Eerste Wereldoorlog, geboren in het dorp Neusassen, waar de familie het boerenbedrijf uitoefende. Neusassen lag destijds in het Oostpruisisch-Litouws grensgebied, vlak bij de stad Heydekrug. Haar vader stierf nog voor haar geboorte. Haar moeder hertrouwde in 1920 en de familie verhuisde naar Schernupchen (Kreis Insterburg), waar haar stiefvader ook een boerderij bezat. Van 1929 tot 1936 bezocht Katharina Singer de middelbare school in Tilsit.
Naar eigen zeggen besloot zij al op jonge leeftijd beeldhouwer te worden en al spelende leerde zij vanaf haar tiende jaar met diverse kleisoorten en was figuren te maken, waarbij een vaardigheid ontstond, die het kinderlijke en speelse oversteeg. Op twintigjarige leeftijd vond zij in een antiquariaat in Königsberg toevalligerwijze in een omvangrijke tentoonstellingscatalogus, afbeeldingen van werken van de beeldhouwer Richard Scheibe,een naaste vriend van Georg Kolbe. De werken van Scheibe maakten zoveel indruk op haar, dat haar wens beeldhouwer te worden alleen maar sterker werd.
Aangezien Katharina Singer haar familie niet met "zoiets avontuurlijks als een opleiding tot beeldhouwer" wilde belasten, zocht zij eerst een baan als secretaresse en correspondente in Poznań (Posen), om te sparen voor een echte opleiding. Posen had zij gekozen omdat alleen aan de Posener Meisterschule für gestaltendes Handwerk de mogelijkheid bestond een opleiding tot beeldhouwer te volgen. Van 1943 tot 1945 bezocht zij de beeldhouwklas en legde zij zich speciaal toe op het werken met natuursteen. Daarnaast volgde zij nog de vakken geologie, modeltekenen en anatomie.

### 1945–1956
Katharina Singer had na overlegging van haar studiewerkboek, na haar vlucht in maart 1945 naar Duitsland, examen gedaan als gezel voor de Handwerkskammer in Berlijn. Het examenstuk, dat zij voor die gelegenheid had gemaakt – een vrouwenkop van Muschelkalk – werd kort voor de afgesproken tijd vernield, toen een bominslag haar atelier trof. Gezien de omstandigheden had zij haar "Gesellenbrief" als steenbeeldhouwster toch zonder dit proefstuk ontvangen. Het Meisterexamen legde Katharina Singer in 1948 gedurende haar voortgezette studie af bij professor Richard Scheibe aan de Hochschule für Bildende Künste. Daarmee ging voor haar een reeds lang levende wens in vervulling.
Naast haar studie werkte Katharina Singer ook nog als au pair voor een Amerikaanse familie. Toen die familie in 1952 naar Parijs trok, greep zij de gelegenheid met beide handen aan, liet haar laatste studiejaar vallen en trok mee naar Parijs. De in kunst geïnteresseerde werkgeefster liet haar genoeg vrije tijd om zich in het kunstcircuit te begeven. Zo werd haar verblijf in Parijs eigenlijk een studieperiode.
In 1953, na haar terugkeer in Berlijn, kreeg zij, op voorspraak van Scheibe, van de deelstaat Berlijn de opdracht een monument te ontwerpen voor de zogenaamde Trümmerfrauen (de vrouwen die na 1945 het grote puinruimen hebben gedaan), dat in 1955 in het Volkspark Hasenheide in de wijk Neukölln werd onthuld. In 1956 kon Katharina Singer nog twee andere grote beelden voor de stad Berlijn maken en in hetzelfde jaar won zij de eerste prijs in Der Mensch unserer Zeit voor Berlijnse schilders en beeldhouwers. De openbare opdrachten en haar prijs wezen aanvankelijk op een succesvolle carrière als beeldhouwster, maar verdere opdrachten bleven evenwel uit.

### 1956–1986
Van 1956 tot 1986 voorzag Katharina Singer in haar levensonderhoud door als restaurator in Slot Charlottenburg te werken. Het is voor beeldhouwers niet ongewoon te kunnen terugvallen op restauratiewerk in openbare gebouwen. Singer werkte in Slot Charlottenburg dan ook met gerenommeerde beeldhouwers samen, als Günter Anlauf, Karl Bobek, Joachim Dunkel, Harald Haacke en Emanuel Scharfenberg. Haar werk bestond voornamelijk uit restauratie- en reconstructiewerk van marmeren schouwen. In het kader van dit werk verrichtte zij onder andere, met toestemming van de DDR-autoriteiten, restauratiewerk aan een schouw in Slot Rheinsberg in Rheinsberg en de voltooiing van een schouw in de bibliotheek van Frederik II van Pruisen in de Knobelsdorff-vleugel van Slot Charlottenburg.
Deze arbeid liet Katharina Singer weinig tijd voor haar eigen beeldhouwwerk. Toch ontstonden in deze dertig jaar in haar vrije tijd nog zo'n veertig sculpturen en plastieken. Met een Zelfportret won zij in 1960 de beeldhouwprijs van de Großen Berliner Kunstausstellung. In 1969/70 verkreeg de kunstenares haar vierde en laatste publieke opdracht voor twee beeldengroepen aan de gerestaureerde Märchenbrunnen in het Schulenburgpark, Neukölln. In 1962 was zij in het huwelijk getreden met de journalist Johannes Szelinski, sindsdien was haar kunstenaarsnaam: Katharina Szelinski-Singer. In 1970 vond zij een groot atelier in de Berlijnse wijk Lankwitz.
Sedert de vijftiger jaren waren haar beelden nog sterk door Richard Scheibe beïnvloed, midden zeventiger jaren verloste zij zich echter van die beïnvloeding en vond zij met haar serie "Koppen" haar eigen stijl. De kunstenares veranderde haar figuren met de jaren steeds weer, maar trad met haar werk niet graag meer in de openbaarheid, omdat zij naar eigen zeggen haar werk niet meer in de "trend" vond passen.

### Sinds 1986
Na haar pensionering in 1986 had de beeldhouwster weer meer tijd zich op haar eigen werk te concentreren. In de periode van 1986 tot 1997 creëerde zij nog circa twintig figuren, waaronder Große Sitzende, die voor de kunsthistoricus Helmut Börsch-Supan waarschijnlijk het meest kenmerkende werk van de kunstenares is.
De kunstenares overleed op 20 december 2010 in haar woonplaats Berlijn en werd in januari 2011 begraven op Friedhof Heerstraße.

## Belangrijkste werken
- Trümmerfrau (1955),Volkspark Hasenheide in Neukölln, Berlijn
- Kauernde (1956), Tempelhof-Schöneberg, Berlijn
- Wasserträgerin (1956/57), Parkfriedhof Neukölln in Neukölln, Berlijn
- Märchenbrunnen (1970), Schulenburgpark in Neukölln, Berlijn (Twee motieven uit de Duitse sprookjes van de gebroeders Grimm: Broertje en zusje en Assepoester).
- Vrouwenfiguren met biografische trekken: veel werk van Katharina Szelinski-Singers in de openbare ruimte stelt vrouwen voor. In haar gehele oeuvre, uitzonderingen daargelaten, staan gestes, gevoelens, stemmingen en zorgen van vrouwen centraal. De werken, die steeds figuurlijk blijven, hebben meestal een bittere, sombere grondtoon. Ook als het werk humoristisch wordt uitgebeeld, blijft er spanning voelbaar tussen somberheid en hoop.

## Overzicht tentoonstellingen en prijzen
| 1956      | Eerste prijs Berliner Kunstwettbewerb Der Mensch unserer Zeit met een gelijknamig beeld |
| 1960      | Beeldhouwprijs Großen Berliner Kunstausstellung met een Selbstbildnis. |
| 1980      | Tentoonstelling in het Klooster Cismar, Sleeswijk-Holstein, Berlijnse Beeldhouwers uit Schloss Charlottenburg. |
| 1987/1988 | Solotentoonstelling in het Georg-Kolbe-Museum, Berlijn |
| 1989      | Zeitvermerke, Jaarexpo van Künstlergilde Esslingen |
| 1991      | Ausstellung Treffpunkt Berlin. Die Künstlergilde e.V. Landesgruppe Berlin. Katharina Szelinski-Singer nam deel met Mit Weitblick. |
| 1997/1998 | Solotentoonstelling Stein und Bronze van de Stiftung Deutschlandhaus Berlin (Deutschlandhaus, Berlijn en Albrechtsburg, Meißen). |
| 2005/2006 | Ausstellung Kamine, Kapitelle, Kartuschen. Berliner Bildhauer und das Schloss Charlottenburg nach 1945. Tentoonstelling Bezirksamts Charlottenburg-Wilmersdorf, Kommunalen Galerie. Katharina Szelinski-Singer nam deel met de beelden Diabas, Tänzerin en Die Flämsche. |

## Catalogi
- Katharina Szelinski-Singer: Bildhauerarbeiten. Met teksten van Ursel Berger en Helmut Börsch-Supan. Uitg.: Georg-Kolbe-Museum (Catalogus), Berlijn 1987, 48 blz., 33 afb.
- Treffpunkt Berlin. Die Künstlergilde e.V. Landesgruppe Berlin. Uitg.: Stiftung Deutschlandhaus Berlin, Berlijn 1991. Catalogus Künstlergilde Esslingen Landesgruppe Berlin.
- Katharina Szelinski-Singer: Stein und Bronze. Met teksten van Wolfgang Schulz. Uitg. Stiftung Deutschlandhaus, Berlijn. 1997, Catalogus Deutschlandhaus.

## Fotogalerij

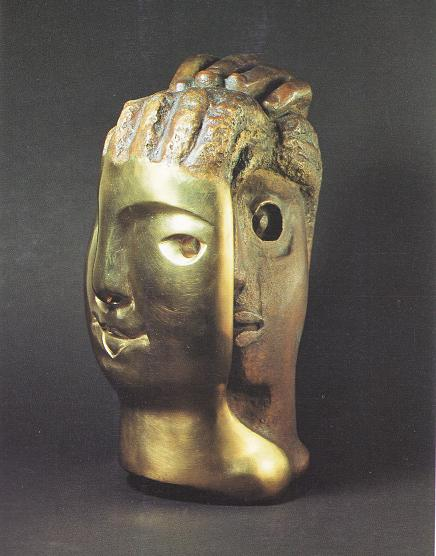
Doppelgesicht (1970), Bronzefassung 1992
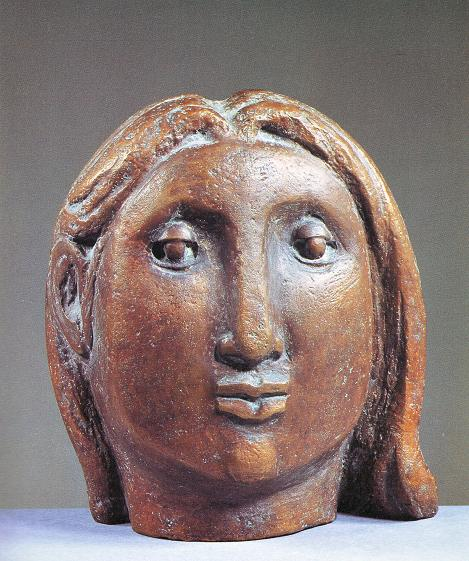
Kopfscheibe (1974), Bronzefassung 1976
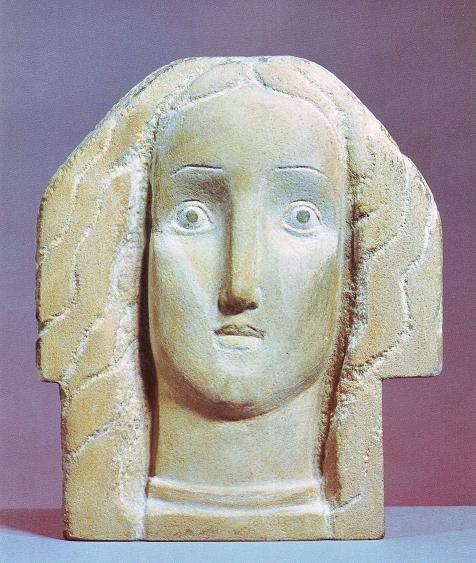
Kopf 1, 1997
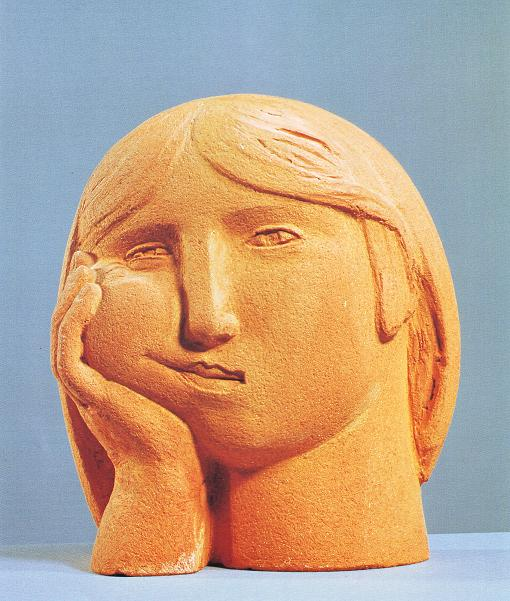
Aufgestützter Kopf, 1978
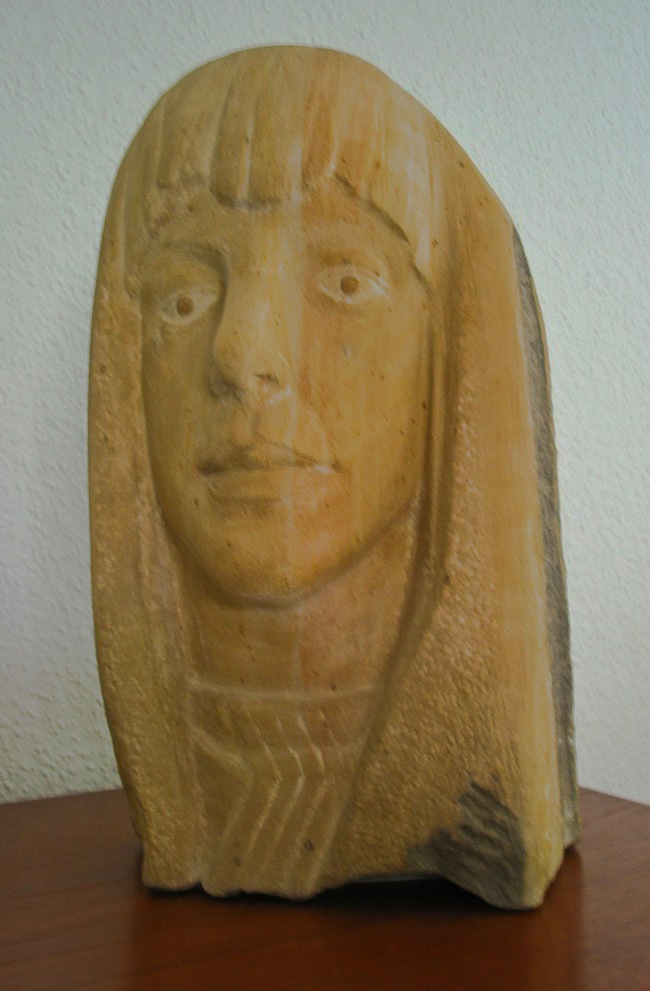
Ingeborg Bachmann, 1994
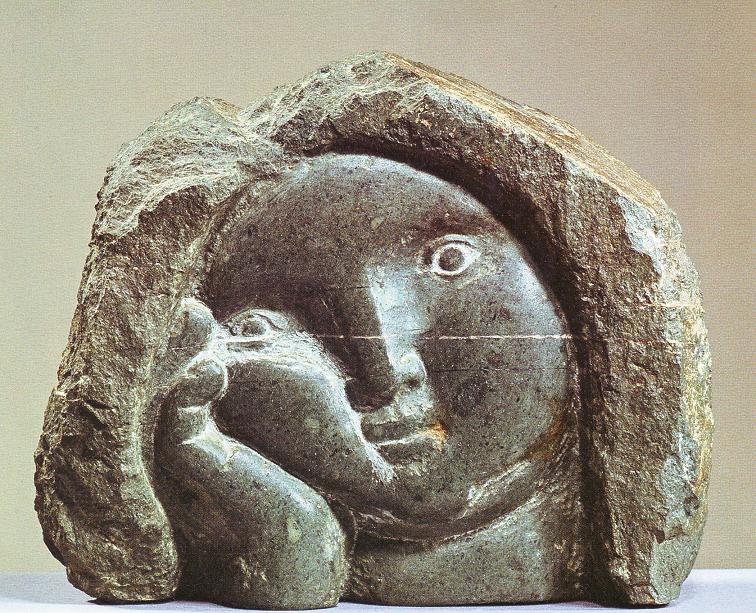
Diabas, 1973
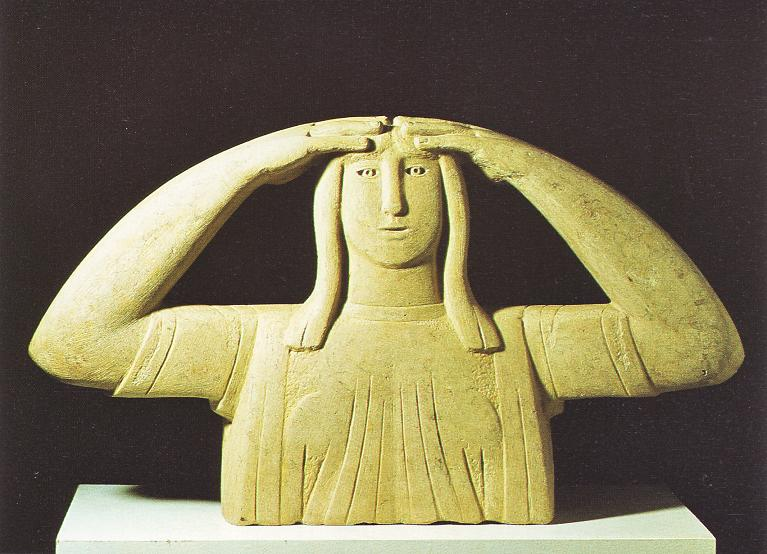
Mit Weitblick, 1990/1997
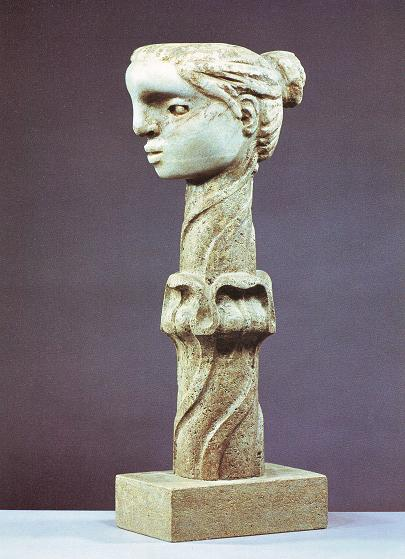
Daphnide, 1976

- Gemeinsame Normdatei: 111653495
- RKD-Nederlands Instituut voor Kunstgeschiedenis: 329702
- Virtual International Authority File: 54776026
- WorldCat: E39PBJc3FxhPvg6YyCGKjmth73